# Nesotingis
Nesotingis is een geslacht van wantsen uit de familie van de Tingidae (Netwantsen). Het geslacht werd voor het eerst wetenschappelijk beschreven door Carl John Drake in 1957.

## Soorten
Het genus bevat de volgende soorten:

- Nesotingis pauliani Drake, 1957
- Nesotingis vinsoni (Drake & Mamet, 1956)